# Langusta różnobarwna
Langusta różnobarwna (Panulirus versicolor) – gatunek skorupiaka z rzędu dziesięcionogów, nadrzędu raków właściwych i rodziny langustowatych.

## Zasięg występowania
Langusta różnobarwna pochodzi z Indo-Pacyfiku. Jej zasięg obejmuje obszar od Morza Czerwonego po południową Afrykę, południową Japonię, północną Australię, Mikronezję i Polinezję. W sierpniu 2012 roku jeden okaz został złowiony w rzece Brunswick w stanie Georgia. Gatunek ten występuje w skalistych siedliskach i rafach koralowych w płytkich wodach od strefy sublitoralnej, do głębokości około 15 metrów od znaku pływów. Można go często spotkać na krawędziach wybrzeża rafy; w czystej wodzie również w obszarach surfowania. Prowadzi nocny ryb życia, nie jest gatunkiem towarzyskim. W ciągu dnia ukrywa się w szczelinach i pustkach skalnych. W swoim naturalnym środowisku jest lokalnie poławiany i zbierany w celach konsumpcyjnych. Jest również popularnym gatunkiem akwariowym ze względu na piękne ubarwienie. Pojawienie się langusty różnobarwnej w Georgii prawdopodobnie było wynikiem uwolnienia z akwarium lub z wód balastowych, ponieważ okaz został wyłowiony 500 m od doku ładunkowego. Ten gatunek nie występuje obecnie w wodach Ameryki Północnej.

## Morfologia
Ciało langusty różnobarwnej pokryte jest twardym, zwapniałym karapaksem z kolcami. Posiada pięć par odnóży, odwłok złożony z ruchomych segmentów zakończony ogonem w kształcie wachlarza oraz długie, grube czułki. Nie posiada szczypiec ani rostrum. Jej pancerze mają dwa rogi czołowe i są uzbrojone w liczne kolce grzbietowe. Drugie anteny są grube, z kolcami i są w przybliżeniu równe długości ich ciał. Trzeci maxilliped (wyrostek zmodyfikowany do karmienia, umieszczony w parach za szczękami) nie ma exopod. Całkowita długość ciała sięga 40 cm, średnio dorasta do ok. 30 cm. Samce są większe niż samice. Mięśnie brzucha mają wyraźne, poprzeczne białe pasma, po bokach obramowane ciemną opaską wzdłuż tylnego marginesu. Pancerz langusty różnobarwnej ma kolor białawy z dobrze zdefiniowanymi, ostro odgraniczonymi obszarami niebieskawo-czarnego, które kontrastują bardzo wyraźnie z jasnym tłem. Odnóża posiadają charakterystyczne podłużne białe i granatowe paski. Brzuszne szypułki są różowe, wici białe.

## Hodowla w akwarium
Zwierzęta te są trudne w hodowli i nie nadają się dla początkujących akwarystów. Ze względu na osiągane rozmiary wymagają dużych zbiorników, choć mniejsze osobniki można trzymać w mniejszych litrażach.  Ogólnie rzecz biorąc, langusty są uważane głównie za zwierzęta mięsożerne, zwykle żywiące się powoli, łatwo chwytanymi ofiarami. Ten konkretny gatunek odżywia się skorupiakami, glonami, rzadko niewielkimi rybami. Można również podawać pokarmy granulowane, płatkowane oraz mrożonki. Dobrze karmiona langusta różnobarwna nie stanowi zagrożenia dla innych zwierząt. Tuż po wpuszczeniu do akwarium może  przez kilka dni się ukrywać, jednak po tym czasie powinna opuszczać kryjówkę również za dnia. Woda powinna mieć temperaturę od 24 °C do 27 °C i stabilne parametry.